# Roeboides oligistos
Roeboides oligistos är en fiskart som beskrevs av Lucena 2000. Roeboides oligistos ingår i släktet Roeboides och familjen Characidae. Inga underarter finns listade i Catalogue of Life.